# Кинкејд (Канзас)
Кинкејд (енгл. Kincaid) град је у америчкој савезној држави Канзас.

## Демографија
По попису из 2010. године број становника је 122, што је 56 (-31,5%) становника мање него 2000. године.
| Група             | 2000.       | 2010.       |
| Белци             | 165 (92,7%) | 117 (95,9%) |
| Афроамериканци    | 0 (0,0%)    | 0 (0,0%)    |
| Азијати           | 0 (0,0%)    | 1 (0,8%)    |
| Хиспаноамериканци | 5 (2,8%)    | 2 (1,6%)    |
| Укупно            | 178         | 122         |